# تبديد طاقة وحدة المعالجة المركزية

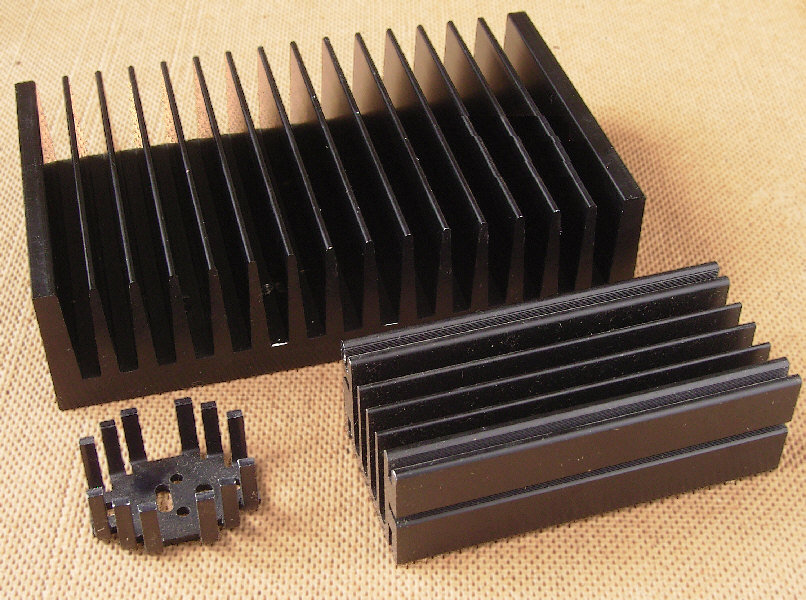

تبديد طاقة وحدة المعالجة المركزية (سي بّي يو) هو العملية التي تستهلك فيها وحدات المعالجة المركزية الطاقة الكهربائية، وتبدد هذه الطاقة على شكل حرارة بسبب المقاومة الناتجة عن الدارات الإلكترونية.

## إدارة الطاقة
يُعد تصميم وحدات المعالجة المركزية التي تؤدي مهامها بفعالية دون إحماء أحد الاعتبارات الرئيسية لجميع مصنعي وحدات المعالجة المركزية تقريبًا في يومنا هذا. تستخدم بعض تطبيقات وحدة المعالجة طاقة منخفضة جدًا؛ على سبيل المثال، تستخدم وحدات المعالجة المركزية في الهواتف المحمولة بضعة واطات من الكهرباء، بينما قد لا تستهلك بعض المتحكمات الدقيقة المستخدمة في الأنظمة المضمنة إلا عددًا قليلًا من وحدات الملي واط أو حتى عددًا قليلًا من وحدات الميكرو واط. في المقابل، تبدّد المعالجات في الحواسيب الشخصية للأغراض العامة، كالحواسيب المكتبية والمحمولة، طاقةً أكبر لأنها أسرع وأكثر تعقيدًا. قد تستهلك وحدات المعالجة الإلكترونية الدقيقة هذه طاقة مقدارها عشرات الواطات أو حتى مئات الواطات. تاريخيًا، استهلكت وحدات المعالجة المركزية المنفذة باستخدام الصمامات المفرغة طاقة من رتبة عدة وحدات كيلوواط.
تستخدم وحدات المعالجة المركزية الخاصة بالحواسيب المكتبية عادةً جزءًا كبيرًا من الطاقة التي يستهلكها الحاسوب. تشمل الاستخدامات الكبيرة الأخرى بطاقات الرسوميات السريعة، التي تحوي وحدات معالجة رسوميات، ومزودات الطاقة. في الحواسيب المحمولة، تستخدم الإضاءة الخلفية لشاشة إل سي دي أيضًا جزءًا كبيرًا من الطاقة الكلية. رغم إضافة ميزات توفير الطاقة إلى الحواسيب المحمولة عندما تكون في حالة خمول، فإن الاستهلاك الكلي لوحدات المعالجة المركزية التي تعمل بأداء عالٍ يُعدّ كبيرًا حاليًا. يتناقض هذا تمامًا مع استهلاك الطاقة الأشد انخفاضًا لوحدات المعالجة المركزية المصممة خصيصًا للأجهزة ذات الطاقة المنخفضة. يمكن تشغيل وحدة معالجة مركزية ما، مثل إنتل إكس سكيل، بسرعة 600 ميغاهرتز واستهلاك واط واحد من الطاقة، بينما تستهلك معالجات الحواسيب الشخصية إنتل إكس 86 التي تنتمي إلى فئة الأداء ذاتها طاقة أكثر بعدة أضعاف.
هناك بعض الأسباب الهندسية لهذا النمط.
- من أجل جهاز ما، قد يتطلب التشغيلُ بمعدل ساعة أعلى طاقةً أكبر. يؤدي تخفيض معدل الساعة والفولت عادةً إلى تخفيض استهلاك الطاقة؛ من الممكن أيضًا تخفيض فولت المتحكم الدقيق دون تغيير معدل الساعة.[3]
- تحتاج المميزات الإضافية عادةً إلى ترانزستورات أكثر، وتحتاج كل واحدة منها إلى الطاقة. إن إطفاء المناطق غير المستخدمة يوفر الطاقة، كالإمرار التلقائي للساعة مثلًا.
- مع تطور تصاميم نماذج المعالجات، يمكن للترانزستورات الأصغر حجمًا، والبنى ذات الفولت المنخفض، والخبرة في التصميم أن تخفض استهلاك الطاقة.

يصدر مصنعو المعالجات عادةً رقمي استهلاك طاقة لوحدات المعالجة المركزية:
- الطاقة الحرارية النموذجية، التي تُقاس عندما يكون ضغط الحمل عاديًا. (طاقة وحدة المعالجة المركزية الوسطية لمعالجات إيه إم دي مثلًا)
- الطاقة الحرارية الأعظمية، التي تُقاس في حالات ضغط الحمل القصوى

على سبيل المثال، يمتلك معالج بينتيوم 4 الذي تبلغ سرعته 2.4 كيلوهرتز طاقة حرارية نموذجية بمقدار 68.4 واط، وطاقة حرارية أعظمية بمقدار 85 واط. عندما تكون وحدة المعالجة المركزية في حالة خمول، فإنها سوف تعمل أقل بكثير من طاقتها الحرارية النموذجية. تتضمن صفحات البيانات عادةً طاقة التصميم الحرارية (تي دي بّي)، وهي الكمية القصوى من الحرارة التي تولدها وحدة المعالجة المركزية، ويجب أن يبددها نظام التبريد في الحاسوب. عرّفت شركتا إنتل وإيه إم دي كلتاهما طاقة التصميم الحرارية بأنها الحرارة العظمى المولّدة في فترات الحرارة الطويلة عند التشغيل بضغط حمل غير اصطناعي أقصى؛ بناء على ذلك، لا تعكس طاقة التصميم الحرارية الطاقة العظمى الفعلية للمعالج. يضمن ذلك قدرة الحاسوب على تشغيل جميع التطبيقات بشكل أساسي دون تجاوز الظرف الحراري، أو دون الحاجة إلى نظام تبريد لحالات العمل بطاقة حرارية قصوى (الذي قد تكون كلفته أكبر لكنه يوفر فراغًا علويًا إضافيًا لطاقة المعالجة).
في العديد من التطبيقات، تكون وحدة المعالجة المركزية والمكونات الأخرى خاملة معظم الوقت، وبالتالي تساهم الطاقة الخاملة في الاستخدام الشامل لطاقة النظام. عندما تستخدم وحدة المعالجة المركزية مميزات إدارة الطاقة للتخفيض من استخدام الطاقة، فإن مكونات أخرى، مثل اللوحة الأم والشريحة الإلكترونية، تستهلك جزءًا كبيرًا من طاقة الحاسوب. في التطبيقات التي تسبب ضغط حمل كبير على الحواسيب، كتطبيقات الحوسبة العلمية، يصبح مقدار الأداء مقابل كل واط (كم الحوسبة الذي تنجزه وحدة المعالجة المركزية مقابل كل وحدة طاقة) أكثر أهمية.